# Eve Torres
Eve Torres Gracie (Boston, 21 agosto 1984) è un'attrice, modella ed ex wrestler statunitense, nota per i suoi trascorsi nella World Wrestling Entertainment tra il 2007 e il 2013.
In WWE è stata la vincitrice dell'edizione 2007 del Raw Diva Search e ha inoltre conquistato per tre volte il Divas Championship.

## Biografia
Eve Torres è nata a Boston (Massachusetts), ma è cresciuta a Denver (Colorado).
Dopo aver conseguito la laurea presso la University of Southern California si è dedicata al mondo dello spettacolo, diventando una modella e una ballerina; ha inoltre avuto piccole parti in diversi film e ha fatto parte del gruppo di ballo dei Los Angeles Clippers, franchigia della NBA.

## Carriera

### World Wrestling Entertainment (2007–2013)

#### Diva Search(2007–2008)
Durante l'estate del 2007 Eve partecipa al WWE Diva Search, e viene scelta come una delle otto finaliste. Arrivata in finale insieme a Brooke Gilbersten, la ragazza viene proclamata vincitrice durante la puntata di RAW del 29 ottobre, ottenendo così un contratto con la WWE. Il 20 dicembre 2007 venne annunciato che la ragazza è stata assegnata alla Ohio Valley Wrestling.

#### Varie faide (2008–2010)
A partire dalla puntata di SmackDown dell'11 gennaio 2008, furono mandate in onda delle vignette che annunciavano il debutto di Eve. fece il suo debutto ufficiale nella puntata di SmackDown del 1º febbraio, intervistando Batista. Il 29 febbraio debutta la sua "theme song". Eve debutta come lottatrice a Smackdown il 6 febbraio contro Michelle McCool, perdendo. Il feud con la McCool continua per un paio di mesi, lottando in singles e tag matches. Nella metà del 2009 inizia una rivalità con Layla, che si conclude con una vittoria di Eve a Superstars. Diventa la manager dei Cryme Tyme e iniziano un feud con la Hart Dynasty, competendo in alcuni tag match. Nel suo ultimo match a Smackdown, viene battuta da McCool.
Debutta a Raw il 2 novembre in una Battle Royal, che viene vinta però da Alicia Fox. Nel dicembre del 2009 inizia una relazione con Chris Masters.

#### Divas Champion (2010–2011)
L'11 gennaio vince i quarti di finale contro Katie Lea e quindi prosegue alle semifinali per il torneo, per decretare la nuova Divas Champion. Il 25 gennaio, però, perde contro Maryse venendo eliminata. A WrestleMania XXVI, il suo Team composto da Gail Kim, Mickie James, Kelly Kelly e Beth Phoenix perde contro il Team di McCool, Layla, Maryse, Vickie Guerrero e Alicia Fox. Il giorno dopo si disputa il Re-Match dove a schienare Maryse e vincere è proprio Eve Torres con il suo team. Il 5 aprile vince una Battle Royal e viene dichiarata contendente al titolo nº1. La settimana dopo, sconfigge Maryse e conquista per la prima volta nella sua carriera il WWE Divas Championship. Conserva il titolo a WWE Over the Limit contro Maryse, ma lo perde a Fatal 4-Way in favore di Alicia Fox. A Money in the Bank riceve un'altra possibilità per il titolo, ma viene sconfitta. Inizia una relazione con R-Truth che durerà abbastanza poco, durante la quale vince, in coppia lo stesso, un paio di match contro Maryse e Ted Dibiase. Il 13 dicembre viene eliminata nella Battle Royal per la Diva Dell'Anno.
Alla Royal Rumble 2011 vince il titolo Divas in un Fatal 4-Way match contro Natalya, McCool e Layla schienando quest'ultima. A Raw del 14 febbraio, Eve difende il WWE Divas Championship dall'assalto di Natalya in un lumberjill match e il 7 marzo da quello di Nikki Bella. Perde il WWE Divas Championship contro Brie Bella l'11 aprile a Raw. Nella puntata di Raw dedicata al Draft 2011, Eve Torres sconfigge la rappresentante di SmackDown! Layla, regalando una scelta al suo roster. La scelta è stata Rey Mysterio. Forma un'alleanza con Kelly Kelly per fronteggiare le Divas of Doom, Beth Phoenix e Natalya. A Survivor Series viene sconfitta da Beth Phoenix con il titolo in palio in un lumberjill match, dopo che la Glamazon usa la sua Glam Slam dalla terza corda.

#### Manager di Zack Ryder (2011–2012)
Nell'ultima puntata di Raw del 2011, quella del 26 dicembre, Eve vince un match a coppie miste insieme a Zack Ryder contro Natalya e Tyson Kidd. Il 9 gennaio a Raw, Eve e Zack Ryder si danno appuntamento dopo lo show: i due non si accorgono che Kane li sta pedinando per tutto il backstage. Quando la ragazza sale sul quadrato per affrontare la campionessa femminile Beth Phoenix, la musica di Kane risuona nell'area. Zack Ryder accorre in aiuto della ragazza e la porta con sé nel parcheggio, ma la macchina con la quale intendono andarsene ha una ruota a terra e l'US Champion cerca di cambiarla il più in fretta possibile. Zack riesce a ripararla, ma non fa in tempo a salire in auto poiché arriva Kane che lo schianta su delle passerelle in legno con una Chokeslam devastante. John Cena assiste alla scena attraverso il titantron durante il suo match contro Dolph Ziggler e corre nel parcheggio per salvarlo, ma ormai è troppo tardi e il Big Red Monster lo coglie di sorpresa e, ancora una volta, lo soffoca lasciandolo a terra inerme insieme a Zack Ryder. A causa di questo fatto, Ryder si è infortunato piuttosto gravemente (kayfabe) e la sua presenza alla Royal Rumble è in serio dubbio. Il 16 gennaio Kane (che stava lottando con Cena nel backstage) entra nel camerino di Zack Ryder, costretto sulla sedia a rotelle, e dopo averlo soffocato lo trascina fino al ring, dove lo finisce sotto gli occhi di Eve, che lo supplica di lasciar stare il suo ragazzo, con una Tombstone Piledriver e a seguire esegue una Chokeslam su John Cena, intervenuto in difesa dell'amico, lasciando Eve piangente e terrorizzata sul ring. Nella puntata di Raw post-Royal Rumble, perde contro Beth Phoenix. Subito dopo riceve un videomessaggio da Kane che spiega di aver infierito su Zack Ryder per far sì che John Cena abbracci l'odio, poiché Cena si era ostinato a non farlo, e che ora che Ryder è infortunato, la sua vittima sarà proprio lei. Eve prova a scappare, ma trova Kane ad aspettarla sull'apron alle sue spalle. Il gigante sta per colpirla, ma viene interrotto dalla musica di John Cena, che riesce a mettere in fuga il Big Red Monster. Nella puntata di Raw del 13 febbraio Kane tenta di chiuderla in un'ambulanza ma arriva John Cena a salvarla. Mentre scende dall'ambulanza bacia Cena, ma durante questa scena arriva Zack Ryder, infuriato per ciò che è accaduto. Verso la fine della puntata Ryder viene attaccato ancora una volta da Kane dopo aver avuto un diverbio con Cena; il bostoniano aiuta subito il suo amico, ma quando Eve arriva a soccorrerlo viene accolta malamente dal pubblico, che la fischia pesantemente per aver tradito uno dei beniamini dei fans.

#### Manager di John Laurinaitis (2012–2013)
Nella puntata di Raw del 20 febbraio discute nel backstage con le gemelle Bella di Zack Ryder e parla male di lui dicendo di averlo usato fino ad ora effettuando così un Turn Heel. Successivamente, svela che vuole approfittare del buon rapporto con John Cena in modo da poter anch'essa avere un futuro da grande sul ring ma si trova davanti proprio il leader della C-Nation che scopre i suoi piani. Poi John va sul ring e scarica tutta la colpa per ciò che è successo a Zack su di lei. Eve cerca di scusarsi in qualsiasi maniera ma stavolta Cena non ci casca e chiama gli arbitri per portare via la ragazza che scoppia in lacrime per la pesante umiliazione subita. A WrestleMania XXVIII affronta in coppia con Beth Phoenix, Kelly Kelly e la famosa conduttrice, apparsa anche a WWE Tribute to the Troops, Maria Menounos dove viene umiliata subendo una Stink Face da entrambe le Divas per poi venire sconfitta. Il 23 aprile a Raw, trasforma il match tra Beth Phoenix e Nikki Bella con il Divas Championship in un Lumberjill match, con i poteri di "Amministratrice Esecutiva" appena ricevuti dal GM John Laurinaitis.
Nella puntata di Raw del 9 luglio viene sconfitta da AJ e CM Punk insieme a Daniel Bryan in un Mixed Tag Team match dopo che quest'ultimo la tradisce non dandole il tag per dimostrare l'amore che Daniel Bryan prova per AJ. Il 16 luglio, fa squadra con The Miz, perdendo nuovamente contro Bryan e AJ. A Money In The Bank perde ancora in coppia con Beth Phoenix e Natalya contro Kaitlyn, Tamina Snuka e Layla. Nella puntata di SmackDown dell'11 agosto, chiede un posto nello staff manageriale al nuovo GM dello show blu Booker T, ottenendo un match con in palio la carica per la settimana successiva contro Kaitlyn. Nella puntata di SmackDown precedente a SummerSlam, ritorna alla vittoria contro Kaitlyn conquistando lo status di assistente di Booker T. Il 20 agosto a Raw non riesce a vincere la Battle Royal, la cui vincitrice avrebbe sfidato Layla in un match titolato, venendo eliminata per ultima da Kaitlyn. Nella puntata di SmackDown del 24 agosto entra nel ring e si congratula con Layla e Kaitlyn, simulando così un turn face. Nella puntata di Raw del 3 settembre batte Kaitlyn. Nella puntata di Raw del 10 settembre, insieme a Kaitlyn e Layla, batte Alicia Fox, Beth Phoenix e Natalya.
A Night of Champions vince il WWE Divas Championship per la terza volta (un record) ai danni di Layla, sostituendo Kaitlyn, che ha subito un infortunio prima del suo match. Nella puntata di Raw del 17 settembre batte Beth Phoenix. Nella puntata di Raw del 24 settembre, insieme a Beth, batte Layla e Alicia Fox. Nella puntata di Superstars del 27 settembre perde da Layla. Nella puntata di Raw del 1º ottobre batte ancora Beth. Nelle due settimane successive sfida Kaitlyn e Layla, battendo entrambe in un match per il titolo. Nella puntata di Smackdown del 26 ottobre, in coppia con Aksana, batte Kaitlyn e Layla. A Hell in a Cell riesce a difendere il titolo in un Triple treath Match contro Kaitlyn e Layla. Nella puntata di Raw del 5 novembre, insieme ad Aksana, perde contro Kaitlyn e Layla, nel rematch. A Smackdown, insieme ad Aksana e Alicia Fox, perde contro Kaitlyn, Layla e Natalya. Alle Survivos Series mantiene il titolo contro Kaitlyn. Ritorna a lottare il 10 dicembre a Raw, dove batte Alicia Fox. A WWE TLC mantiene il titolo battendo Naomi. La sera seguente a Raw, viene sconfitta da Kaitlyn in un non-title match. Nella puntata speciale di Smackdown del 18 dicembre, affronta Kaitlyn per il titolo perdendo per squalifica, dopo che la Torres si afferra ai piedi dell'arbitro per difendersi dagli attacchi della rivale. Nella puntata di Raw del 24 dicembre, perde un "Santa's Helper" 8 Divas Tag Team match, insieme ad Aksana Tamina Snuka e Rosa Mendes contro Layla, Kaitlyn, Alicia Fox e Natalya. Nella puntata di Raw del 31 dicembre sceglie la sua sfidante che è Mae Young, ma quest'ultima non può lottare perché si scopre nuovamente incinta, così la campionessa chiede all'arbitro di essere dichiarata vincitrice, ma viene attaccata da Kaitlyn. Nella puntata di Raw del 7 gennaio, perde contro Kaitlyn per count-out, fuggendo dall'arena e rimanendo così ancora campionessa.
Al Raw 20th Anniversary special del 14 gennaio, viene sconfitta da Kaitlyn, in un match che prevedeva il passaggio del titolo anche per squalifica o per count-out, perdendo così il Divas Championship. Nella stessa sera Eve interrompe Matt Striker e annuncia di lasciare la WWE perché stanca e indignata per quanto successo nell'ultimo anno, tra cui il corteggiamento di Zack Ryder creduto da lei uno stalker e l'umiliazione pubblica di John Cena. In realtà, Eve ha chiesto di poter lasciare la federazione per potersi dedicare a tempo pieno alla sua scuola di Jiu jitsu brasiliano.

## Vita privata
È sposata dal 2014 con Rener Gracie, esponente della celebre famiglia Gracie, da cui ha avuto due figli, Raeven nato nel settembre 2015 e Renson nato il 1 settembre 2018.

## Personaggio

### Mosse finali
- Handspring standing moonsault
- Snap swinging neckbreaker

### Wrestler assistiti
- Chris Masters
- John Laurinaitis
- Zack Ryder

### Soprannomi
- Hellacious Heartbreaker
- Hoeski

### Musiche d'ingresso
- She Looks Good di Jim Johnston (2007–2010)
- She Looks Good (V2) di Jim Johnston (2010–2013)

## Titoli e riconoscimenti
Pro Wrestling Illustrated
- 5ª tra le 50 migliori wrestler femminili nella PWI Female 50 (2010)

Pro Wrestling Report
- Female Wrestler of the Year (2012)

World Wrestling Entertainment
- WWE Divas Championship (3)
- WWE Diva Search (2007)

## Filmografia

### Televisione
- Matador – serie TV, un episodio (2014)
- Supergirl – serie TV, un episodio (2016)

### Cinema
- Il Re Scorpione 4 - La conquista del potere, regia di Mike Elliott (2015)
- Skiptrace - Missione Hong Kong, regia di Renny Harlin (2016)